# Whitfieldieae
Whitfieldieae Reveal, 2012 è una tribù di piante angiosperme appartenenti alla famiglia delle Acanthaceae.

## Etimologia
Il nome della tribù deriva dal suo genere tipo Whitfieldia Hook., 1845 il cui nome è stato dato in onore di Thomas Whitfield, collezionista naturalista in Sierra Leone e Gambia dal 1843 al 1848.
Il nome scientifico della tribù è stato definito dal botanico contemporaneo James Lauritz Reveal (1941 - 2015) nella pubblicazione "Phytoneuron 2012-37: 220. 23 Apr 2012" del 2012.

## Descrizione

### Portamento
Il portamento delle specie di questa tribù è arbustivo (fino a 6 metri in Whitfieldia elongata) e anche rampicante. Sono presenti specie sempreverdi. Nelle varie parti vegetative si possono trovare dei glicosidi fenolici spesso in composti iridoidi, alcaloidi e diterpenoidi; sono presenti inoltre cistoliti.

### Foglie

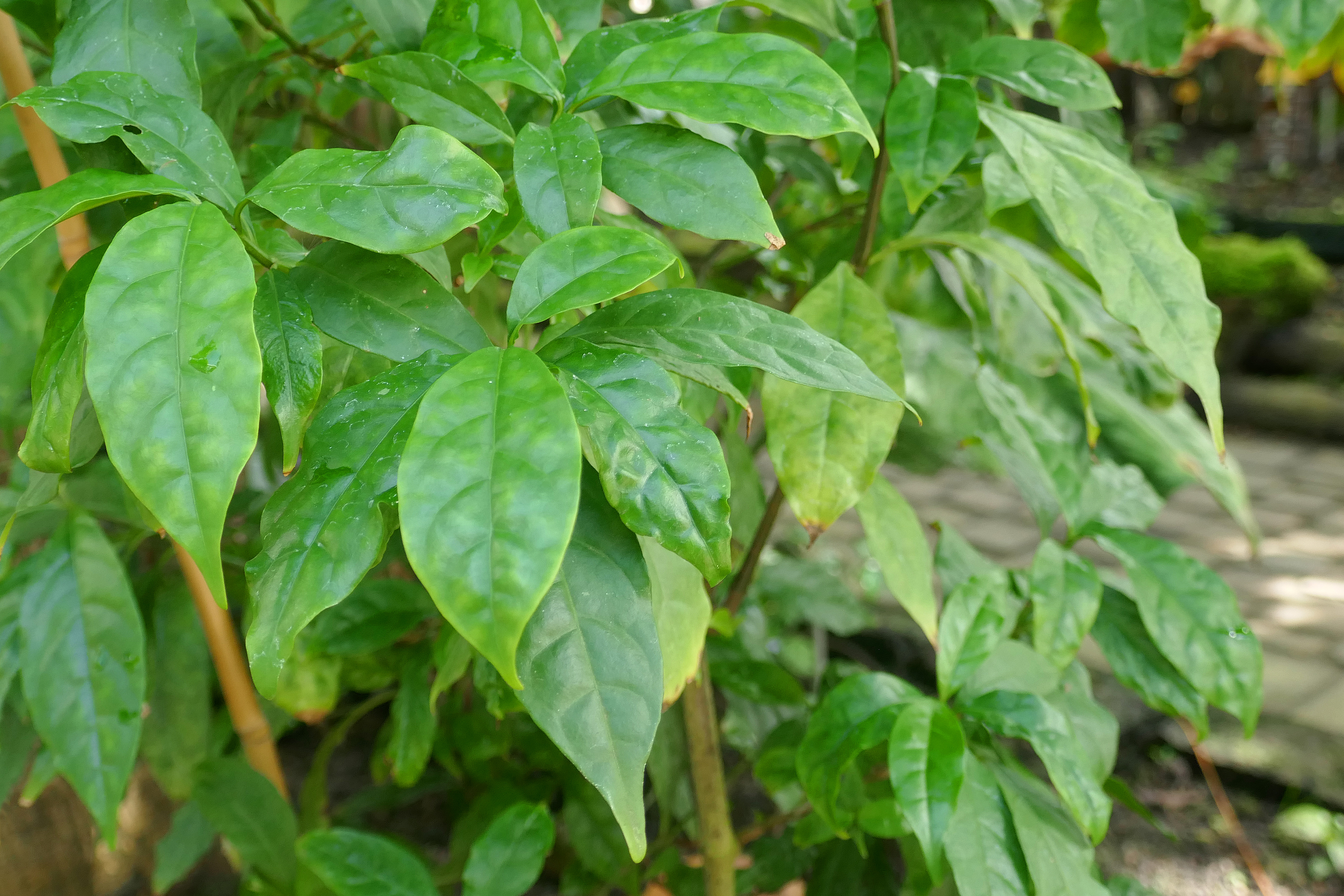
Le foglie
Whitfieldia elongata

Le foglie lungo il caule hanno una disposizione opposta. Il picciolo può essere lungo fino a 3 cm e più. La lamina varia da ovata a ellittica con margini interi (o crenati o debolmente lobati) e apici appuntiti. In alcune specie la base della foglie è decorrente lungo il picciolo. Le venature sono di tipo pennato. In alcune specie la consistenza è coriacea.

### Infiorescenze

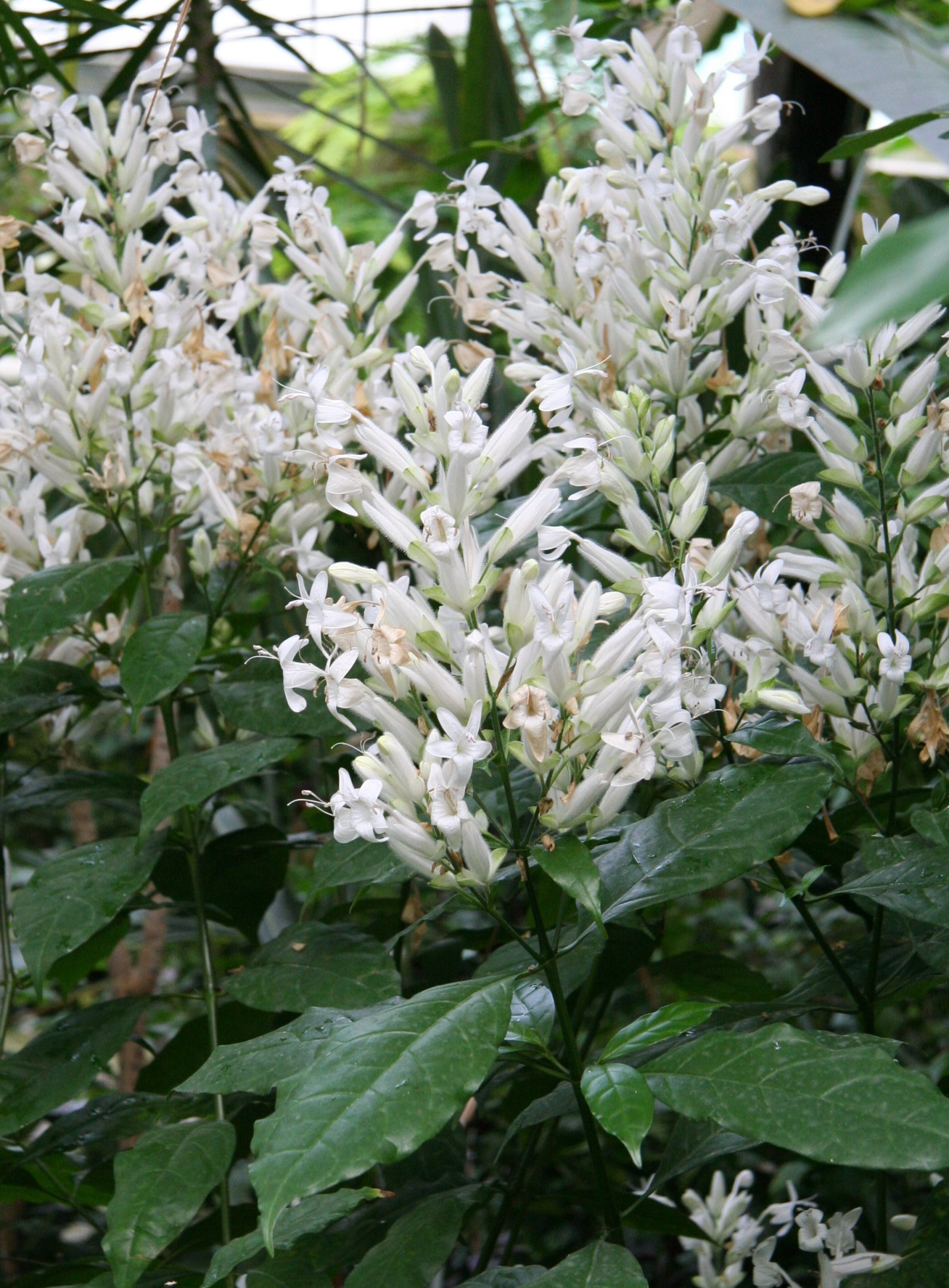
Infiorescenza
Whitfieldia elongata

Le infiorescenze semplici o di tipo racemoso (pannocchie) o cimoso sono terminali con lunghi peduncoli. In alcune specie le pannocchie sono formate da fiori solitari o molto spaziati, in altre le pannocchie sono dense con pubescenze ghiandolari-pelose. I fiori possono essere pedicellati. All'interno dell'infiorescenza sono presenti delle brattee decidue, verdi con forme da lineari a ellittiche e apici appuntiti; quelle basali sono simili alle foglie. Sono presenti anche delle bratteole per lo più filiformi.

### Fiori

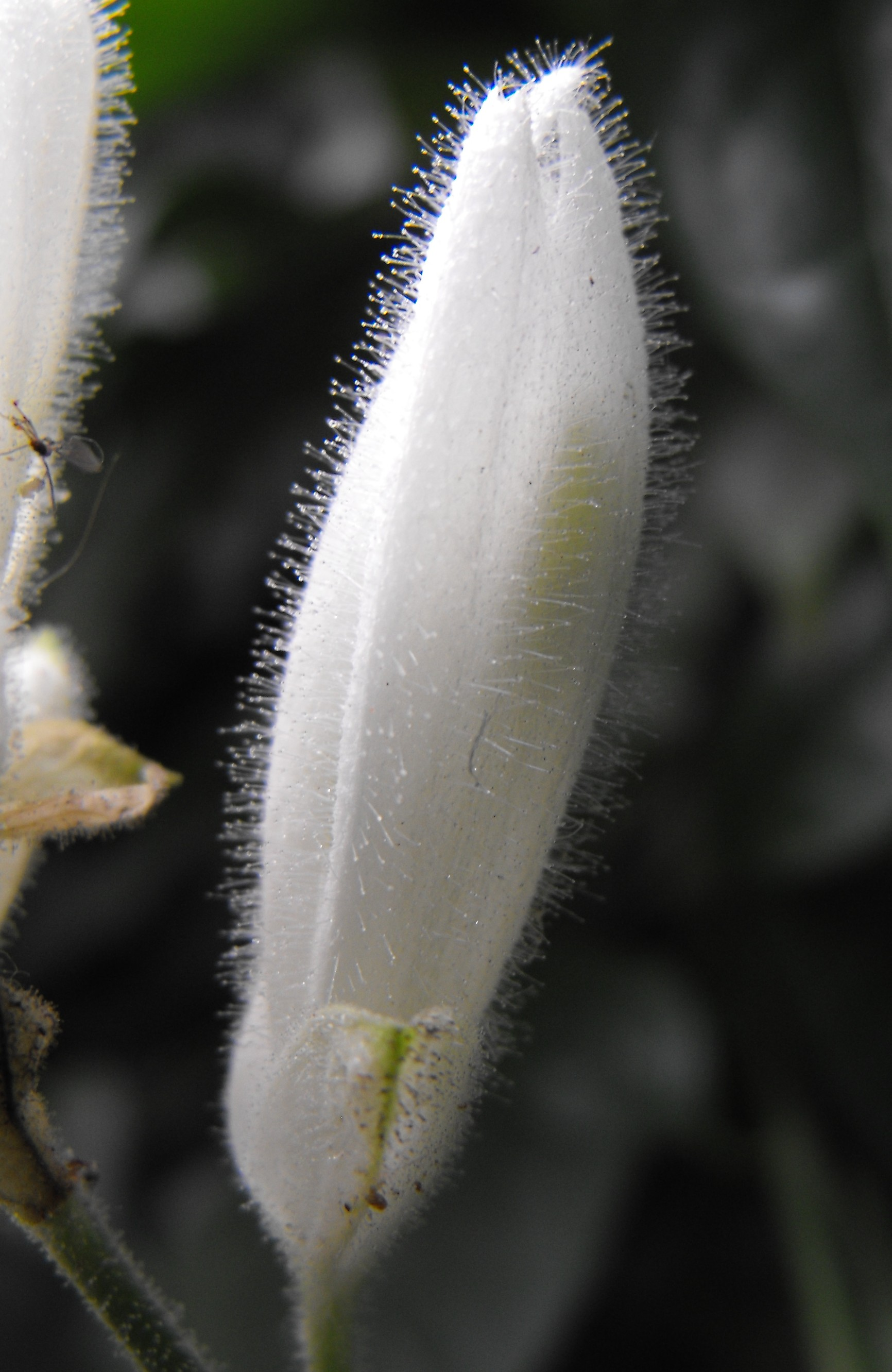
I fiori
Whitfieldia elongata

I fiori sono ermafroditi e zigomorfi; sono inoltre tetraciclici (ossia formati da 4 verticilli: calice– corolla – androceo – gineceo) e pentameri (i verticilli del perianzio hanno più o meno 5 elementi ognuno).
- Formula fiorale:[9]

X, K (5), [C (2+3), A 2+2 o 2] G (2/supero), capsula
- Il calice, gamosepalo, a forma tubulosa, è formato da 5 segmenti più o meno uguali (calice attinomorfo) colorati (petaloidi). Il calice può essere ricoperto da una densa peluria (leggermente vischiosa-pubescente). I segmenti sono dei lobi oblunghi apicalmente appuntiti. I calice può essere biancastro.

- La corolla, gamopetala e zigomorfa, è formata da un tubo cilindrico, sottile e lungo (a volte piegato) terminante con 5 lobi, lunghi con forme ellittiche, disposti su due labbra. La gola può essere imbutiforme o gonfiata (gibbosa) fin dalla base. I lobi sono patenti o retroflessi e possono essere pubescenti per peli ghiandolosi. I petali della corolla possono avere la tendenza alla contorsione. Il colore della corolla è bianco, crema con righe marroni, lilla, rosa con gole gialle.

- L'androceo è formato da 4 stami fertili didinami e sporgenti. I filamenti, glabri, sono adnati alla corolla. Le antere, con forme oblunghe e ricurve, sono colorate di porpora; e in genere sono glabre. Ai lati delle teche è presente del tessuto connettivo con lunghi peli ricci. È presente un disco nettarifero.

- Il gineceo è formato da un ovario supero bicarpellare (a due carpelli connati - ovario sincarpico) e quindi biloculare e superficie glabra. La placentazione in generale è assile. Ogni loggia può contenere 2 o più ovuli. Gli ovuli possono essere anatropi o campilotropi con un solo tegumento e sono inoltre tenuinucellati (con la nocella, stadio primordiale dell'ovulo, ridotta a poche cellule).[13] Lo stilo è filiforme con un solo stigma in genere capitato.

### Frutti
I frutti sono delle capsule glabre ma anche densamente pustoloso-rugose. Il frutto contiene 2 - 4 semi. I semi più o meno discoidi (da subsferici a globosi o cordiformi) sono glabri o quasi lisci (possono avere degli anelli concentrici di creste). I semi sono provvisti di un funicolo persistente (il retinacolo è uncinato). L'endosperma in genere è assente. La deiscenza dei frutti è elastica (derivata dalla particolare placentazione dell'ovario).

## Biologia
Le specie di questo raggruppamento si riproducono per impollinazione tramite insetti quali api, vespe, falene e farfalle (impollinazione entomogama), ma anche tramite uccelli quali colibrì (impollinazione ornitogama). .
La dispersione dei semi avviene inizialmente a causa del vento (dispersione anemocora); una volta caduti a terra sono dispersi soprattutto da insetti tipo formiche (mirmecoria). Sono possibili anche dispersioni tramite altri animali (dispersione zoocora).

## Distribuzione e habitat
Questa tribù ha una distribuzione africana , la maggior parte delle specie è endemica del Madagascar, con habitat tropicali e caldi.

## Tassonomia
La famiglia Acanthaceae comprende 208 generi con oltre 4.500 specie. È soprattutto una famiglia con specie a distribuzione tropicale o subtropicale.  Dal punto di vista tassonomico la famiglia è suddivisa in 4 sottofamiglie; la tribù Whitfieldieae appartiene alla sottofamiglia Acanthoideae caratterizzata soprattutto dalla presenza di cistoliti nelle foglie e del retinacolo nei semi.

### Generi
La tribù comprende 2 sottotribù con 8 generi e circa 30 specie:
- Sottotribù Lankesteriinae I.Darbysh. & E.Tripp
  - Lankesteria Lindl. (7 spp.)

- Sottotribù Whitfieldiinae I.Darbysh. & E.Tripp
  - Camarotea Scott Elliot (1 sp.)
  - Chlamydacanthus Lindau (3 spp.)
  - Forcipella Baill. (6 spp.)
  - Leandriella Benoist (2 spp.)
  - Vindasia Benoist (1 sp.)
  - Whitfieldia Hook. (13 spp.)
  - Zygoruellia Baill. (1 sp.)

### Filogenesi

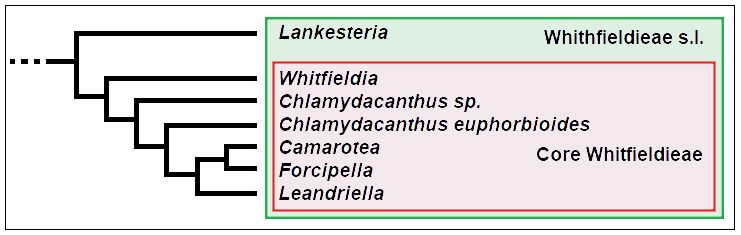
Cladogramma della tribù

La tribù di questa voce è descritta all'interno del Cystolith clade) che caratterizza la sottofamiglia Acanthoideae ad esclusione della tribù Acantheae. La sottofamiglia Acanthoideae nel suo insieme è contraddistinta dal Retinaculate clade. La tribù Whitfieldieae, al'interno della sottofamiglia, risulta "gruppo fratello" del gruppo Barlerieae+Andrographideae. Mentre all'interno della tribù i due generi Chlamydacanthus e Whitﬁeldia formano un "gruppo fratello" e sono il "core" del gruppo. A sua volta il genere "Lankesteria" è "gruppo fratello" di questo "core".
Per questo gruppo sono proposte le seguenti sinapomorfie:
- le ghiandole biancastre su alcune parti delle piante;
- gli anelli concentrici di creste sui semi;
- le aree circolari densamente granulate che circondano i pori dei granuli di polline.

Mentre per il gruppo più interno (Chlamydacanthus e Whitﬁeldia) le sinapomorfie sono:
- il polline biporato e piatto (lenticolare);
- le superfici glabre dei semi.

Mentre il genere Whitfieldieae e monofiletico, il genere Chlamydacanthus non lo è in quanto alcune sue specie risultano più collegate ai tre generi minori della tribù (Camarotea+Forcipella+Leandriella). Inoltre la posizione basale del genere Lankesteria è supportata (da un punto di vista filogenetico) debolmente. Per cui alcuni Autori definiscono provvisoriamente il gruppo come "Whitfieldieae s.l.".
Il cladogramma a lato tratto dallo studio citato e semplificato, mostra l'attuale conoscenza filogenetica del gruppo botanico di questa voce.